# Bojan Zoranović
Bojan Zoranović (Kirin Serbia: Бојан Зорановић; sinh 12 tháng 4 năm 1990) là một tiền đạo bóng đá Serbia, thi đấu cho Dinamo Vranje.